# Hastighetsåkning på skridskor vid olympiska vinterspelen 1948
Hastighetsåkning på skridskor vid olympiska vinterspelen 1948 i Sankt Moritz, Graubünden, Schweiz.

## Medaljsummering
| Gren                     | Guld                  | Guld    | Silver                                                        | Silver  | Brons                 | Brons   |
| 500 meter Detaljer...    | Finn Helgesen Norge   | 43,1    | Ken Bartholomew USA Thomas Byberg Norge Robert Fitzgerald USA | 43,2    |                       |         |
| 1 500 meter Detaljer...  | Sverre Farstad Norge  | 2:17,6  | Åke Seyffarth Sverige                                         | 2:18,1  | Odd Lundberg Norge    | 2:18,9  |
| 5000 meter Detaljer...   | Reidar Liaklev Norge  | 8:29,4  | Odd Lundberg Norge                                            | 8:32,7  | Göthe Hedlund Sverige | 8:34,8  |
| 10 000 meter Detaljer... | Åke Seyffarth Sverige | 17:26,3 | Lassi Parkkinen Finland                                       | 17:36,0 | Pentti Lammio Finland | 17:42,7 |

## Deltagande länder
Tolv åkare deltog i alla fyra tävlingar. Totalt deltog 68 åkare från 15 länder.
- Belgien (1)
- Danmark (1)
- Finland (5)
- Storbritannien (5)
- Italien (4)
- Kanada (4)
- Nederländerna (4)
- Norge (12)
- Schweiz (5)
- Sverige (6)
- Sydkorea (3)
- Tjeckoslovakien (1)
- Ungern (5)
- USA (9)
- Österrike (3)

## Medaljligan
| Pl. | Nation  | Guld | Silver | Brons | Totalt |
| --- | ------- | ---- | ------ | ----- | ------ |
| 1   | Norge   | 3    | 2      | 1     | 6      |
| 2   | Sverige | 1    | 1      | 1     | 3      |
| 3   | USA     | 0    | 2      | 0     | 2      |
| 4   | Finland | 0    | 1      | 1     | 2      |